# オークラホテル
オークラホテル株式会社は、日本のホテル運営会社。「オークラホテル丸亀」「岡山ビジネスホテル アネックス」を運営する。

## 概要

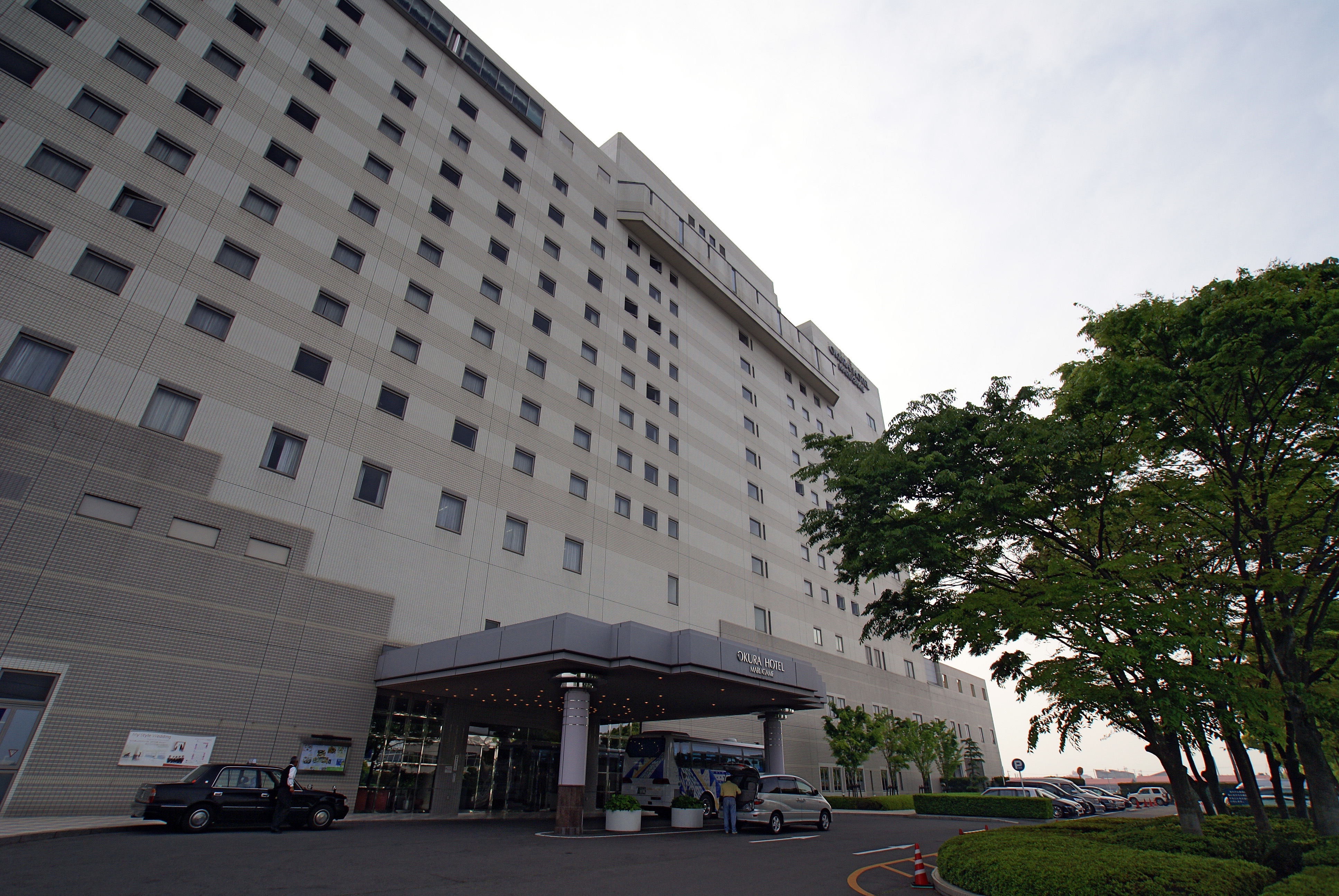
オークラホテル丸亀

香川県と岡山県にホテルを展開する。

## 沿革
現在のオークラホテル株式会社は、1973年に大倉工業（本社香川県丸亀市）により 設立された株式会社オークラホテルを起源とする。
大倉工業グループ企業間での吸収合併と独立を経て、2004年に現在の組織に再編された。2019年4月、セレクトホテルズグループを運営するホテルコンサルティング会社、株式会社エフ・イー・ティーシステムが運営権を取得・買収。オークラホテル高松はオークラホテル株式会社傘下を離脱（同年10月に「ザ・セレクトン高松」に改名）。
なお、同様にホテルを展開する東京都のホテルオークラ、あるいは大阪府の大倉 (企業)とは何ら関係がない。
- 1973年（昭和48年）7月 - 大倉工業（本社香川県丸亀市）により 株式会社オークラホテル設立
- 1978年（昭和53年）7月 - 大倉工業が株式会社オークラホテルを吸収合併
- 1988年（昭和63年）3月 - オークラホテル丸亀開業
- 1996年（平成8年）11月 - 大倉工業ホテル事業部から独立し、株式会社オークラホテル丸亀と株式会社オークラホテル高松設立
- 2004年（平成16年）1月 - 株式会社オークラホテル丸亀と株式会社オークラホテル高松が合併してオークラホテル株式会社設立
- 2019年（平成31年）4月 - オークラホテル高松を株式会社エフ・イー・ティーシステムへ売却。

## ホテル事業所一覧
- オークラホテル丸亀（シティホテル）

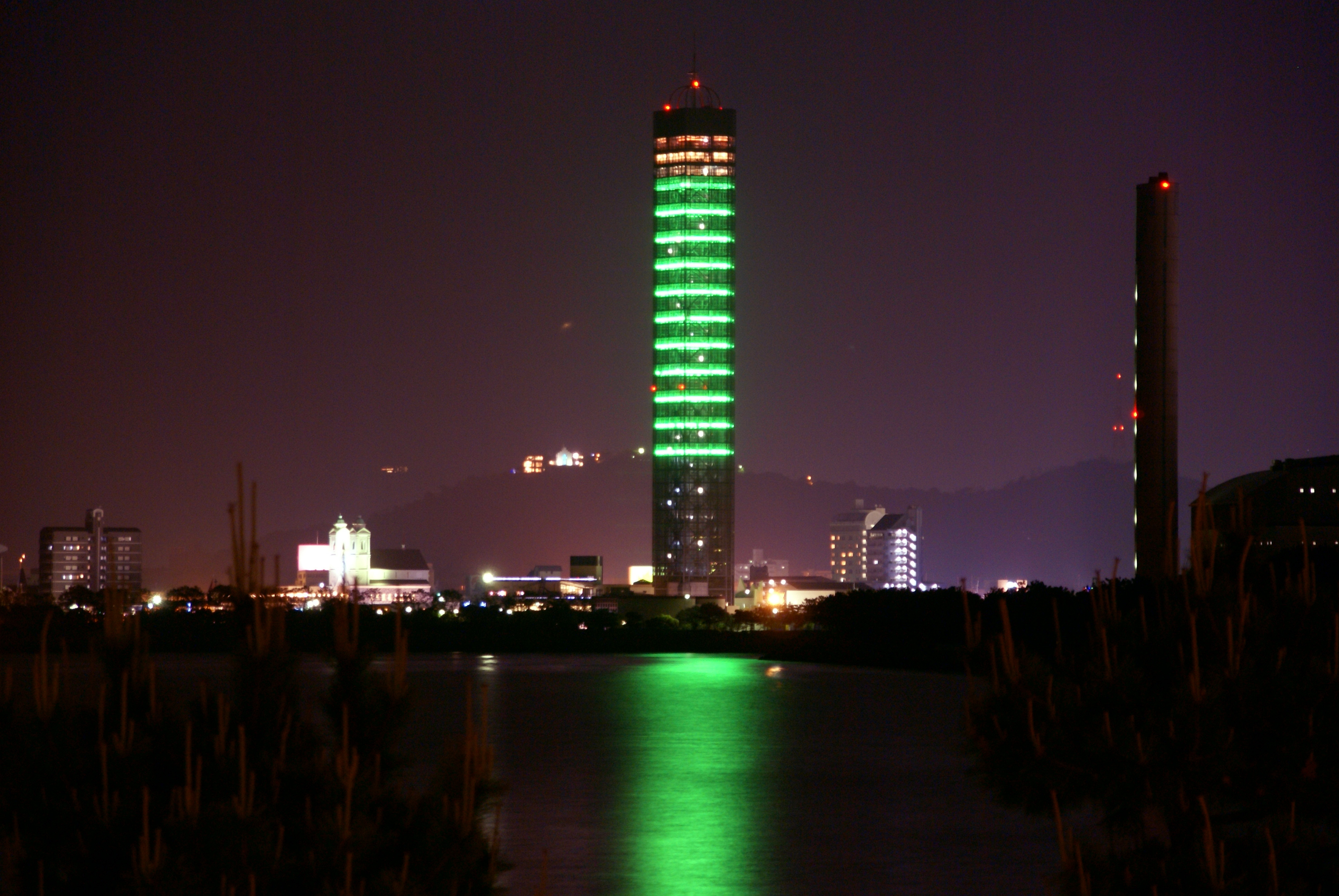
海辺に建つオークラホテル丸亀からはゴールドタワーが望める

  - 〒763-0011 香川県丸亀市富士見町三丁目3番50号
- 岡山ビジネスホテル アネックス（ビジネスホテル）
  - 〒700-0901 岡山県岡山市北区本町9番16号